# Карло Каркано
Карло Каркано (італ. Carlo Carcano, нар. 26 лютого 1891, Варезе — пом. 23 червня 1965, Санремо) — італійський футболіст, що грав на позиції півзахисника. По завершенні ігрової кар'єри — футбольний тренер. Був гравцем, а пізніше головним тренером національної збірної Італії.
Найбільших тренерських успіхів досяг з туринським «Ювентусом», якого на початку 1930-х чотири рази поспіль приводив до перемоги у чемпіонаті Італії. 

## Клубна кар'єра
У дорослому футболі дебютував 1912 року виступами за команду міланського клубу «Націонале Ломбардія», яка того сезону змагалася у перехідній лізі. Команда Каркано стала переможцем змагання і здобула право виступів в елітному дивізіоні італійського футболу, відомому на той час як Пріма Категорія.
Втім змагання серед найсильніших італійських футболістів Каркано розпочав вже в іншій команді, перейшовши до більш відомого клубу «Алессандрія». За «Алессандрію» з перервами грав до 1924 року, взявши участь у трохи більше ніж 100 матчах.

## Виступи за збірну
На початку 1915 року дебютував в офіційних матчах у складі національної збірної Італії. Наступну гру у формі збірної провів лише в січні 1920 року, в якій забив свій єдиний м'яч за «скуадру адзуру», ставши автором одного з дев'яти голів, забитих італійцями у ворота збірної Франції. Загалом провів у формі головної команди країни лише 5 матчів.

## Кар'єра тренера
Розпочав тренерську кар'єру відразу ж по завершенні кар'єри гравця, 1924 року, очоливши тренерський штаб клубу «Валенцана». Згодом тренував команди  «Інтернаплес» і «Алессандрія».
1928 року змінив Аугусто Рангоне на тренерському містку національної збірної Італії. Під керівництвом Каркано «лазурові» провели лише 6 матчів, у трьох з яких святкували перемогу, а у двох зазнали поразок. 1929 року до італійської збірної повернувся легендарний наставник Вітторіо Поццо, а Каркано зосередився на роботі з «Алессандрією». 
У дебютному розіграші новоствореної Серії A сезону 1929/30 «Алессандрія» виступила досить вдало, поділивши 6-8 місця підсумкової турнірної таблиці, а її наставника запросило до себе керівництво більш амбіційного туринського «Ювентуса». Каркано відразу ж довів правильність цього кадрового рішення, у першому ж сезоні в Турині завоювавши з «Ювентусом» чемпіонський титул. Протягом наступних трьох сезонів «Ювентусу» не було рівних в італійському чемпіонаті, а Карло Каркано став автором унікального досягнення — єдиним тренером, якому вдалося чотири рази поспіль перемогти в італійській Серії A.
Втім вже по ходу сезону 1934/35 Каркано залишив «Ювентус», після чого на деякий час приєднався до очолюваного Ренцо Де Веккі тренерського штабу «Дженова 1893». Пізніше очолював команди «Санремезе», «Інтернаціонале» та «Аталанти».
1949 року став технічним директором «Алессандрії», а протягом 1952–1953 років обіймав аналогічну посаду в «Санремезе».
Помер 23 червня 1965 року на 75-му році життя у місті Санремо.
| Дата            | Місто   | Господарі | Результат | Гості     | Турнір           | Голи | Примітки |
| --------------- | ------- | --------- | --------- | --------- | ---------------- | ---- | -------- |
| 31 січня 1915   | Турин   | Італія    | 3 – 1     | Швейцарія | товариський матч | -    |          |
| 18 січня 1920   | Мілан   | Італія    | 9 – 4     | Франція   | товариський матч | 1    |          |
| 28 березня 1920 | Берн    | Швейцарія | 3 – 0     | Італія    | товариський матч | -    |          |
| 20 лютого 1921  | Марсель | Франція   | 1 – 2     | Італія    | товариський матч | -    |          |
| 6 березня 1921  | Мілан   | Італія    | 2 – 1     | Швейцарія | товариський матч | -    |          |
| Усього          |         | Матчів    | 5         |           | Голів            | 1    |          |

## Титули і досягнення

### Як тренера
- Чемпіон Італії (4):

«Ювентус»:  1930–31, 1931–32, 1932–33, 1933–34
- Володар Кубка КОНІ (1):

«Алессандрія»: 1927

### Особисті
- Введений до Зали слави італійського футболу:

2014 (посмертне включення)